# Gao Feng (judoczka)
Gao Feng (chiń. 高峰; ur. 2 lutego 1982 w prowincji Liaoning) – chińska judoczka. Brązowa medalistka olimpijska z Aten 2004 w kategorii 48 kg.
Piąta na mistrzostwach świata w 2003.
Triumfatorka igrzysk azjatyckich w 2006. Wygrała igrzyska wojskowe w 2003 i 2007. Wojskowa mistrzyni świata w 2001 i druga w 2006 roku.

## Letnie Igrzyska Olimpijskie 2004
| Konkurencja      | Walki                  | Walki                    | Walki                       | Walki                    | Walki              | Walki                 | Klas. końcowa |
| Konkurencja      | 1/16                   | 1/8                      | 1/4                         | Repasaż                  | Repasaż            | o 3. miejsce          | Miejsce       |
| ---------------- | ---------------------- | ------------------------ | --------------------------- | ------------------------ | ------------------ | --------------------- | ------------- |
| waga ekstralekka | Daniela Polzin (BRA) W | Giuseppina Macrì (ITA) W | Frédérique Jossinet (FRA) P | Tatyana Moskvina (BLR) W | Ye Geu-Rim (KOR) W | Alina Dumitru (ROM) W | III           |